# José Justo Milla

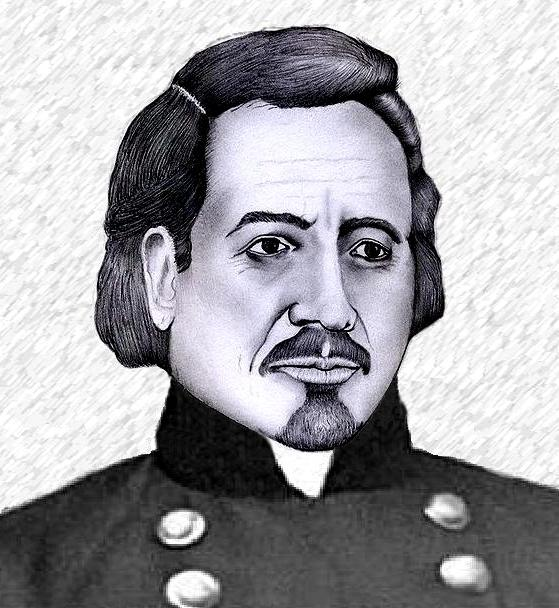
Getekend portret van José Justo Milla

José Justo Milla Pineda Arriaga (Gracias, Guatemala 1794 - Mexico-Stad, 1838) was een Hondurees militair en politicus van Guatemalteekse afkomst.
José Justo Milla werd in 1794 geboren in de stad Gracias, Guatemala. Hij studeerde aan de militaire academie in Guatemala-Stad. In 1821 studeerde hij af en nam als sergeant-majoor dienst bij de cavalerie. Hij maakte carrière binnen het leger en bereikte uiteindelijk de rang van luitenant-generaal. 
José Justo Milla was ook politiek actief. Hij sloot zich aan bij de Conservatieve Partij (Partido Conservador) en werd op 16 september 1824 gekozen tot plaatsvervangend Opperste Staatschef van Honduras (Vicejefe de Estado) binnen de Federale Republiek van Centraal-Amerika (República Federal de Centroamérica). Opperste Staatschef werd de liberaal Dionisio de Herrera. De verhouding tussen de conservatief Milla en liberaal Herrera waren gespannen. Toen Herrera in conflict raakte met de president van de Federale Republiek van Centraal-Amerika Manuel José Arce bevond Milla zich in de hoofdstad van de Federale Republiek, Guatemala-Stad, en kreeg op 19 januari 1827 de opdracht van president Arce op Herrera te verdrijven. Met een klein legertje viel Milla Honduras binnen en op 10 mei werd de toenmalige Hondurese hoofdstad Comayagua door de mannen van Milla ingenomen en werd Herrera gevangengenomen. In opdracht van Milla werd Herrera later als gevangene naar Nicaragua gestuurd. Na de verovering van Comayagua werd Milla tot waarnemend Opperste Staatschef van Honduras gekozen. Op advies van Milla werd er een congres gehouden in Comayagua om een nieuwe Opperste Staatschef gekozen. Hier werd José Jerónimo Zelaya tot nieuwe Staatschef gekozen. Hij aanvaardde op 30 oktober 1827 het ambt van Staatschef.
Na de val van president Arce kwam Herrera vrij en trok met een leger onder generaal Francisco Morazán Quesada naar Guatemala-Stad om de nieuwe conservatieve regering aldaar omver te werpen. Milla werd gevangengezet in het Klooster Bethlehem en later naar Mexico verbannen.
José Justo Milla overleed in 1838.